# Número Seis (Battlestar Galactica)
Número Seis é um dos modelos de agentes cylon da nova versão de Battlestar Galactica, que começou como uma minissérie em 2003 e posteriormente se tornou uma série de televisão semanal. Todas as personagens que atendem pelo nome de "Número Seis" são interpretadas pela atriz e modelo canadense Tricia Helfer.
Exemplares de Número Seis podem, como outros cylons da série reimaginada, conservar suas memórias, que são transferidas para um novo corpo se o seu estiver com a saúde comprometida ou muito próximo da morte, ou seja, pode transferir sua mente para outro corpo. Como os outros doze modelos, o seu corpo foi projetado para imitar o corpo humano em nível celular, sendo praticamente indetectável por testes laboratoriais.

## Aparência e traços de personalidade
Seis tem a aparência sedutora e foi o primeiro exemplar mostrado de uma nova geração de Cylons capazes de se adaptar à forma e emoções humanas. Pouco mais se sabe sobre seus primeiros anos. Ela pode, como outros Cylons, reter memórias que podem ser baixados em outro corpo, se o corpo original for morto. Assim como seus colegas, seu corpo foi projetado para imitar o corpo humano a nível celular, fazendo-a quase imperceptível para os procedimentos de teste, e há muitas cópias dela em existência. Seis e Oito são os modelos Cylon humanoides mostrados com mais frequência. Os exemplares de Seis tendem a ter traços individualistas, e são bastante suscetíveis a toda a gama de emoções humanas. Embora extremamente eficaz e adaptável, Seis sempre mostram certo desdém para as suas tarefas e não gostam de ser tratados como dispensáveis. A maioria das versões do cylon tem cabelo loiro e cor de platina, incluindo Caprica-Six, Shelly Godfrey e Sonja. Outros, como Gina Inviere, Natalie Faust e Lida tem o cabelo loiro-mel, e um exemplar observado tem cabelo preto.
Foi revelado pelo showrunner de Caprica Kevin Murphy que os Seis foram modelados após Zoe Graystone.

## Versões

### Caprica Six
Na nova série de Galactica, os cylons têm a capacidade de parecer e agir como seres humanos, isto é, são humanoides. Assim, foram criados doze modelos de cylons humanoides, batizados com números de um a doze. O modelo Número Seis é uma loira sedutora.
No começo da série, uma das versões da Número Seis tem um intenso caso amoroso com o Dr. Gaius Baltar. Fingindo ser uma funcionária de uma empresa de computadores concorrente, ela passa supostos segredos para o trabalho de defesa dele. Número Seis revela a Gaius que ela é, na verdade, uma cylon e sua raça usaria todos os códigos que ela o persuadiu a colocar no software para se infiltrar no sistema de defesa das Colônias, com o propósito de destruí-las. No mesmo dia, os cylons lançam um ataque nuclear fulminante que oblitera quase toda a raça humana, restando apenas as pessoas que estavam em naves no espaço naquele momento e alguns poucos sobreviventes no planeta Caprica, que mais tarde organizariam um movimento de resistência. Seis usa seu corpo para proteger Baltar a partir de uma explosão durante o ataque, salvando sua vida e sacrifício dela.
Apesar disso, ela continua viva na mente do Dr. Baltar, mas invisível para todas as outras pessoas, dando conselhos e levando-o à loucura. Hipóteses que ela mesma levanta são a possibilidade de Baltar ter um chip cylon em seu cérebro ou insanidade devido à culpa. Um exame médico revela que não há nada de errado com o seu cérebro, o que leva Baltar a pensar que está realmente ficando louco. Mas ele então se dá conta de que a visão de Número Seis não era uma alucinação gerada pelo seu subconsciente, pois ela sabia de coisas que sua própria mente não poderia saber. Quando Gaius argumenta que ela não poderia ser fruto de uma alucinação, pois sabia que o primeiro humano-cylon nasceria na cela da Galactica antes mesmo de Sharon Valerii chegar à nave, grávida, ela responde que não era produto de um chip nem uma alucinação, mas sim "um anjo de Deus enviado para protegê-lo".
Por vezes ela aparece de repente e sem avisar, dando conselhos e instruções; puxando Gaius para um outro mundo dentro de sua mente, onde ele interage com ela e lembra com frequência a sua casa em Caprica, antes de ela ser destruída pelo ataque cylon.
Mais tarde, na série, Seis incentiva o Dr. Baltar a concorrer como Vice-Presidente de Laura Roslin que, futuramente, lembra-se de ter visto Gaius e Seis juntos, sendo ela sabidamente uma agente cylon.
No episódio Six Degrees of Separation, uma nova cópia de Número Seis aparece, chamada "Sta. Shelly Godfrey", soando parecido com "surely God-free" (do inglês, "certamente livre de Deus"), referindo-se às características atéias de Baltar e à sua recusa do Deus cylon.
No episódio Downloaded, é revelado que a Número Seis que seduziu o Dr. Baltar renasceu e vive em Caprica. Ela é uma espécie de celebridade no mundo cylon, apelidada de "Caprica Six" pelos outros cylons. Assim como Gaius é atormentado por uma imagem de Número Seis, Caprica Six também tem visões do Dr. Baltar. Ela foi incumbida da tarefa de reintegrar a também ressuscitada Sharon Valerii na sociedade cylon e convencê-la a sair do seu antigo apartamento.

### Gina
Outro modelo Número Seis, chamado "Gina", infiltrou-se na Battlestar Pegasus, mas foi aprisionada por sua tripulação, além de ser torturada e estuprada várias vezes por eles, numa espécie de rotina sádica. Quando a Pegasus junta-se à Galactica, Baltar conhece Gina, que está gravemente ferida e debilitada. Com a ajuda de Baltar, que se apaixona por ela, Gina escapa da prisão e, antes de abandonar a nave, ela assassina a Almirante Helena Cain.
Por um breve momento os dois se tornam amantes, antes de Gina explodir a bomba nuclear que Baltar lhe dera, destruindo a nave Cloud Nine e algumas outras da frota humana, além de dar base à manobra política de Baltar para habitar o novo planeta denominado Nova Caprica, descoberto pouco antes. Em consequência da explosão da bomba, uma alta radioatividade desperta o interesse de cylons que passavam próximo, descobrindo o planeta onde os humanos haviam se estabelecido.

### Natalie
Na quarta temporada, fica-se conhecendo um novo modelo, Natalie. Ela possui o cabelo diferenciado e disputa a liderança dos cylons com o argumento de que a Três deve ser reativada para revelar quem são os cylons finais. Além disso, contesta a lobotomização dos raiders após estes terem reconhecido Anders como um dos finais.
Antagonizada por Calvin, ela decide remover os controles que coíbem as funções mentais superiores nos centuriões. Com consciência superior, eles se aliam a ela contra Calvin e sua manobra contra os raiders. Inicia-se uma guerra civil entre os cylons: os modelos seis, oito e os Leobens se unem contra os demais, mandam os centuriões fuzilarem Calvin e tomam o controle de algumas baseships.
Ressuscitado, Calvin ordena o contra-ataque, destruindo as naves-base onde estavam os rebeldes. Mas, sob o comando de Natalie, os sobreviventes se unem aos humanos da frota e atacam a Central de Ressurreição dos cylons, impedindo-os de continuarem reencarnando. Natalie está convencida de que a morte é necessária para a vida.
O modelo Natalie é assassinado por Athena, a bordo da Galactica, pois elas reencenam a visão do sonho em que Hera seria levada por uma modelo seis. O significado desse sonho ainda não foi revelado.